# Neuropatia
Neuropatia (neuropatia obwodowa, choroba nerwów obwodowych, zapalenie nerwów obwodowych) – stan chorobowy dotyczący obwodowego układu nerwowego. Uszkodzenie lub stan zapalny zaburza przewodzenie informacji ruchowych i czuciowych wzdłuż włókien nerwowych i oprócz bólu wywołuje takie objawy, jak drętwienie, mrowienie, palenie kończyn, wrażenie osłabienia kończyn.
Niezbyt nasilone objawy uszkodzenia nerwów obwodowych mogą wystąpić u osób pracujących zbyt długo w tej samej pozycji, np. w kucki lub na kolanach w czasie prac ogrodniczych. Natomiast uraz nerwu w czasie wypadku, uszkodzenie podczas zabiegu chirurgicznego, choroby zakaźne, alkoholizm, zatrucie ołowiem lub innymi substancjami toksycznymi mogą prowadzić do ciężkiej, trudnej do leczenia neuropatii. Częstą przyczyną prowadzącą do rozwinięcia się neuropatii w obrębie dłoni i stóp bywa cukrzyca.
Objawy zajęcia nerwów obwodowych występują w miażdżycy tętnic, AIDS, szpiczaku mnogim, błonicy, nowotworach, reumatoidalnym zapaleniu stawów, twardzinie, boreliozie, toczniu. Półpasiec prowadzi do neuropatii trwającej nawet do 2 lat i utrzymującej się długo po ustąpieniu zmian skórnych.
Neuropatia może występować w przebiegu terapii niektórymi lekami, np. izoniazydem stosowanym w leczeniu gruźlicy, fenytoiną, będącą lekiem przeciwpadaczkowym, a często też przy leczeniu niektórymi preparatami przeciwnowotworowymi. Do innych przyczyn neuropatii należą niedobory żywieniowe, np. u alkoholików, oraz nadmierne stosowanie niektórych środków i leków, np. witamin z grupy B, najczęściej B6.

## Ból neuropatyczny
Ból neuropatyczny jest zapoczątkowany lub spowodowany przez pierwotne zmiany lub zaburzenia w układzie nerwowym. Dotyka 3% ludności.
Ból neuropatyczny może wynikać z zaburzeń obwodowego układu nerwowego lub ośrodkowego układu nerwowego (mózgu i rdzenia kręgowego). Dlatego też, ból neuropatyczny można podzielić na obwodowy ból neuropatyczny, ośrodkowy ból neuropatyczny lub mieszany (obwodowy i ośrodkowy) ból neuropatyczny.
Ośrodkowy ból neuropatyczny występuje w urazach rdzenia kręgowego, stwardnieniu rozsianym i niektórych udarach. Fibromialgia będąca zaburzeniem z chronicznym bólem uogólnionym, może być bólem pochodzenia ośrodkowego i odpowiada na leczenie skuteczne w bólu neuropatycznym.
Poza cukrzycą (neuropatia cukrzycowa) i innymi stanami przebiegającymi z zaburzeniami metabolicznymi, częstą przyczyną bolesnych obwodowych neuropatii są: półpasiec, neuropatie związane z zakażeniem HIV, niedobory żywieniowe, toksyny, odległe manifestacje nowotworów złośliwych, chorób genetycznych i immunologicznych.
Ból neuropatyczny często występuje przy nowotworach złośliwych jako bezpośredni skutek działania nowotworu na nerwy obwodowe (np. ucisk przez guz), jako efekt uboczny działania niektórych chemioterapeutyków, a także w wyniku uszkodzeń spowodowanych przez promieniowanie.

## Badania diagnostyczne
Najistotniejszą sprawą jest wykrycie czynnika prowadzącego do wystąpienia objawów neuropatii. Po bardzo dokładnym zbadaniu pacjenta zleca się wykonanie podstawowych badań biochemicznych krwi i moczu oraz badania radiologicznego części kostnych, które niekiedy wykazuje zmiany kostne powodując ucisk na nerw. Badanie neurologiczne uwzględnia ocenę odruchów, siły mięśni i ich ewentualnego zaniku, a także ocenę czucia. Do badań dodatkowych mających na celu ocenę funkcji nerwów zalicza się elektromiografię i badanie przewodzenia w nerwach obwodowych, co pozwala ustalić, które nerwy zostały uszkodzone.

## Leczenie
Objawy uszkodzenia nerwów obwodowych, które pojawiły się po zabiegu chirurgicznym, ustępują zazwyczaj w trakcie gojenia. Także bóle wywołane uszkodzeniem nerwów przez czynniki toksyczne lub infekcyjne znikają, gdy dany czynniki przestanie działać i rozpocznie się proces zdrowienia.
Badania dotyczące neuropatii cukrzycowej dowiodły, że objawy neuropatii ustępują, gdy doprowadzi się do prawidłowego stężenia glukozy we krwi. Jeżeli neuropatia wynika z zaburzeń ukrwienia kończyn dolnych, poprawienie krążenia krwi w tych kończynach może doprowadzić do ustąpienia objawów ze strony nerwów obwodowych.
W neuropatiach występujących w takich schorzeniach, jak reumatoidalne zapalenie stawów, toczeń czy twardzina, podawanie środków o działaniu przeciwzapalnym i obniżających odporność (tzw. immunosupresyjnych) może przynieść poprawę.
Poważne wyzwanie lecznicze stanowią neuropatie wywołane leczeniem cytostatycznym, zwłaszcza w przypadku leczenia inhibitorami mitozy (np. taxol) ponadto innymi np. winkrystyna, cisplatyna.
Istnieją doniesienia o korzystnym wpływie wybranych leków neurologicznych (np. karbamazepina, gabapentyna, lamotrygina) w objawowym zwalczaniu bólu w przebiegu neuropatii. W tym samym celu stosuje się też plastry zawierające lidokainę w przebiegu neuropatii międzyżebrowej po przebytym półpaścu. O tych formach leczenia decyduje lekarz neurolog lub anestezjolog.
Antybiotyki podawane dożylnie stosuje się w neuropatii spowodowaną boreliozą – leki te zmniejszają objawy choroby, ale nie zawsze prowadzą do całkowitego wyleczenia. Bóle kończyn towarzyszące boreliozie znikają jednak często samoistnie.
Przerwanie podawania dużych dawek witaminy B6 może zahamować narastanie objawów uszkodzenia nerwów, nie spowoduje jednak ustąpienia istniejących już wcześniej zmian.

### Masaż
Pomaga wyeliminować lub znacznie zmniejszyć dolegliwości wynikające z przykurczów lub nadmiernego napięcia mięśni. Stosuje się masaż klasyczny (głaskanie, delikatne rozcieranie, ugniatanie podłużne, uciski jednoczesne) oraz masaż wirowy.

### Fizjoterapia
Różnego typu ćwiczenia usprawniające: bierne, czynno-bierne, czynne oraz terapia zajęciowa pomagają zwalczyć objawy wynikające z postępującego uszkodzenia nerwów. Zabiegi fizykoterapeutyczne; elektroterapia, magnetoterapia, laseroterapia. Hydroterapia: kąpiele perełkowe, masaż wodno-wirowy. Fizjoterapeuta dobiera także sprzęt ułatwiający aktywność ruchową: laski, kule, balkoniki itp.

## Medycyna niekonwencjonalna
Postawienie właściwej diagnozy i wdrożenie odpowiedniej terapii jest rzeczą podstawową w chorobach nerwów obwodowych. Czasami jednak zastosowanie metod leczenia alternatywnego może złagodzić niektóre objawy choroby.

## Samoleczenie
W przypadku drobnych objawów ucisku nerwów, np. uczucia kłucia, drętwienia czy mrowienia kończyn, należy przede wszystkim skorygować nieprawidłową postawę ciała, która może powodować tego typu dolegliwości. Jeżeli wykonywana praca wiąże się z przeciążeniami pewnych mięśni czy nerwów, należy wprowadzić częste przerwy w pracy. Przydałaby się, być może, zmiana trybu życia, zrezygnowanie z przyjmowania bez kontroli lekarza dużych dawek witamin, ograniczenie picia alkoholu, a w przypadku palaczy rzucenie palenia.

## Inne przyczyny neuropatii
Nietypowym rodzajem neuropatii są tzw. bóle fantomowe, czyli umiejscowione jakby na przedłużeniu kikuta amputowanej kończyny. Różne choroby układu nerwowego mogą dawać bóle podobne do bólów neuropatycznych, np. stwardnienie rozsiane, choroby nerwowo-mięśniowe prowadzące do przykurczów oraz udary mózgu.

## Klasyfikacja ICD10
| kod ICD10     | nazwa choroby                                                                            |
| ------------- | ---------------------------------------------------------------------------------------- |
| ICD-10: G56   | Mononeuropatie kończyny górnej                                                           |
| ICD-10: G57   | Mononeuropatie kończyny dolnej                                                           |
| ICD-10: G58   | Inne mononeuropatie                                                                      |
| ICD-10: G59   | Mononeuropatia w przebiegu chorób sklasyfikowanych gdzie indziej                         |
| ICD-10: G60   | Dziedziczna i idiopatyczna neuropatia                                                    |
| ICD-10: G61   | Polineuropatia zapalna                                                                   |
| ICD-10: G62   | Inne polineuropatie                                                                      |
| ICD-10: G63   | Polineuropatia w przebiegu chorób sklasyfikowanych gdzie indziej                         |
| ICD-10: G90.0 | Samoistna obwodowa neuropatia wegetatywna                                                |
| ICD-10: G99.0 | Neuropatia wegetatywna w przebiegu chorób układu wewnątrzwydzielniczego i metabolicznych |